# Meisenthal
Meisenthal is een gemeente in het Franse departement Moselle (regio Grand Est) en telt 674 inwoners (2019). De plaats maakt deel uit van het arrondissement Sarreguemines.

## Geografie
De oppervlakte van Meisenthal bedraagt 6,3 km², de bevolkingsdichtheid is 122,2 inwoners per km².
De onderstaande kaart toont de ligging van Meisenthal met de belangrijkste infrastructuur en aangrenzende gemeenten.

## Demografie
Onderstaande figuur toont het verloop van het inwonertal (bron: INSEE-tellingen).